# Sean-Nós Nua
Sean-Nós Nua – płyta Sinéad O’Connor, wydana w roku 2002. Tytuł oznacza Dawny, nowy styl. Album zawiera tradycyjne pieśni irlandzkie.

## Lista utworów
1. „Peggy Gordon” – 5:45
2. „Her Mantle So Green” – 5:42
3. „Lord Franklin” – 5:05
4. „The Singing Bird” – 4:34
5. „Óró Sé do Bheatha 'Bhaile” – 3:25
6. „Molly Malone” – 3:38
7. „Paddy's Lament” – 5:30
8. „The Moorlough Shore” – 5:31
9. „The Parting Glass” – 4:36
10. „Báidín Fheilimí” – 3:27
11. „My Lagan Love” – 4:48
12. „Lord Baker” (feat. Christy Moore) – 11:44
13. „I'll Tell Me Ma” – 02:22